# Geschichte der Zeitung

Titelblatt der Erstausgabe der Aviso, Relation oder Zeitung vom 15. Januar 1609

Die Geschichte der Zeitung als periodisch erscheinendes Medium ist eng mit der Frühen Neuzeit verwoben. Einen Höhepunkt erlebte das Zeitungswesen in der ersten Hälfte des 20. Jahrhunderts.

## Entwicklung des Begriffs Zeitung
Der Begriff Zeitung tauchte als zidunge mit der Bedeutung Kunde oder Nachricht im Raum Köln bereits am Anfang des 14. Jahrhunderts auf und wurde für mündliche oder schriftliche Botschaften bis ins 19. Jahrhundert gebraucht. Das Wort tidinge aus dem Mittelniederdeutschen oder Mittelniederländischen bedeutet so viel wie Botschaft oder  Nachricht. Es wurden Botschaften, ursprünglich nur über Angelegenheiten des Handels, zwischen Handelspartnern an unterschiedlichen Orten versandt. Erst später kamen Berichte von Begebenheiten allgemeiner Art hinzu.

### Deutschland
Nach der Erfindung des Drucks mit beweglichen Lettern durch Johannes Gutenberg in der Mitte des 15. Jahrhunderts (1445) waren neben der Buchproduktion bald auch Pressedrucke im eigentlichen Sinn, die Einblattdrucke aufgekommen – teilweise mit Grafiken (Holzschnitten, Kupferstichen) illustrierte, einseitig bedruckte, ereignisbezogene, also nicht-periodisch erscheinende Blätter. Solche Einblattdrucke (wie auch mehrseitige Flugschriften jener Zeit) trugen gelegentlich den Titel Newe Zeytung von … = „neue Nachricht von …“. Die Bedeutung des Begriffs Zeitung verschob sich von Nachricht auf den Nachrichtenträger selbst, das Medium (die Zeitungen = Nachrichten).

„Der Zeitung Singer kompt/ und singt die Zeitung in dem Thon: Kompt her zu mir spricht Gottes Sohn“

Seither versteht man unter einer Zeitung ein mit Nachrichten aus aller Welt gefülltes mehrseitiges Druckwerk, das mindestens einmal in der Woche öffentlich vertrieben wird. Doch gibt es zwei historische Sonderfälle:
Im 16. Jahrhundert wurde in Europa eine Briefform üblich, die aus zwei Teilen bestand: dem privaten Teil, der sich in einem eigenen Umschlag innerhalb des größeren Briefumschlags befand, sowie einem lose ins Couvert gelegten halböffentlichen Teil, den der Adressat an Bekannte und Gleichgesinnte weiterreichen sollte. Dieser Teil enthielt handschriftliche, subjektive Zusammenstellungen von Nachrichten und hieß Avise, Beylage, Pagelle, Zeddel, Nova und schließlich nur noch Zeitung. „Die Form, in welcher die Schreiber dieser ‚Zeitungen‘ ihre Neuigkeiten berichteten, war fast immer nur die rein relatorische“, schrieb der Zeitungschronist Ludwig Solomon 1906.
Der zweite Sonderfall betrifft die erste, weit über den deutschsprachigen Raum verbreitete deutsche Zeitung, die Gazette de Cologne. Deren Herausgeber, Jean Ignace Roderique, gab zusätzlich zu der gedruckten Ausgabe viel teurere „geschriebenen Zeitungen“ heraus, die er von Lohnschreibern handschriftlich anfertigen ließ. Sie enthielten Meldungen, die Roderique besonderen Kunden vertraulich zukommen lassen wollte.
Neben der Gattung des Flugblattes existiert seit dem 15. Jahrhundert auch die Pressegattung der Flugschriften. Hierbei handelte es sich um mehr- bis vielseitige, ungebundene, nicht periodisch erscheinende Druckwerke, in denen Ereignisse und Gegenstände beliebiger Art thematisiert wurden. Im Zeitalter der Reformation spielten Flugschriften eine überaus bedeutende Rolle im öffentlichen Streit der konfessionellen und politisch-sozialen Parteiungen. Eine weitere nicht-periodische Pressegattung der Frühen Neuzeit sind die Mess- oder Semestralrelationen. Zur Pressegeschichte im weiteren Sinne zählen auch die Kaufmannsbriefe, die seit 1380 nachweisbar versandt wurden.
Novellanten schickten Nachrichten auf einzelnen Blättern, die für wohlhabende Abonnenten gesammelt wurden. Die in der Österreichischen Nationalbibliothek archivierten 16.000 Fuggerzeitungen entstanden um 1589 und wurden bis 2016 durch Historikerin Kathrin Keller et al. an der Uni Wien digitalisiert, beforscht und dabei mit einem Orts- und Namensindex versehen.
Das erste gedruckte periodische Nachrichtenblatt auf der ganzen Erde, das Zeitung genannt wird, ist die in Deutschland erschienene Relation aller Fuernemmen und gedenckwuerdigen Historien (häufig in der Forschung auch nur als Relation bezeichnet). Sie erschien ab der zweiten oder dritten Septemberwoche des Jahres 1605 durch den Drucker und Buchbinder Johann Carolus in Straßburg im Elsass. Carolus verfasste die Zeitung zuerst handschriftlich und ging 1605 zum Druck über, als die Zahl der Abonnenten stieg. Der Inhalt ergab sich aus Meldungen, die Carolus wöchentlich von Korrespondenten aus den wichtigsten Poststationen Deutschlands erhielt. Die Zeitung wurde wöchentlich herausgegeben, wie man an dem einzig überlieferten Jahrgang 1609 sehen kann, der Online einsehbar ist.
Die zweite regelmäßig erscheinende Zeitung in Deutschland war der Aviso, Relation oder Zeitung. Dies war eine Wochenzeitung, deren erste Nummer am 15. Januar 1609 in Wolfenbüttel erschien. Um 1615 entstand die Frankfurter Postzeitung, die in den folgenden 250 Jahren regelmäßig von Postillons verteilt wurde und kuriose Neuigkeiten, später auch amtliche Nachrichten, im ganzen Land verbreitete und erstmals eine mit heutigen Blättern vergleichbare überregionale Bekanntheit erreichte.
Im Jahr 1650 erschien in Leipzig mit den Einkommenden Zeitungen zum ersten Mal eine Tageszeitung mit sechs Ausgaben pro Woche. Die älteste noch erscheinende Zeitung ist die seit 1645 in Schweden erscheinende Post- och Inrikes Tidningar.
Im 18. Jahrhundert erlebten insbesondere die Zeitschriften eine Blütezeit. Die Tageszeitung blieb zunächst eine Ausnahme, ihre interessanteste Funktion gewann sie vor dem 19. Jahrhundert mit der seit 1702 in London erscheinenden Daily Courant, dem Blatt, das die Funktionen des Veranstaltungskalenders der Großstadt übernahm (in kleineren Städten wurden die lokalen Veranstaltungen rascher durch den Ausruf vermeldet).
Der Göttinger Historiker August Ludwig von Schlözer begründete unter dem Einfluss der Aufklärung in seinem Zeitungskollegium die moderne Zeitungsforschung in Deutschland und regte seinen Schüler Joachim von Schwarzkopf – einen Diplomaten – zu seinen zahlreichen Veröffentlichungen auf diesem Gebiet an, die bis in das frühe 20. Jahrhundert hinein die Zeitungen in Deutschland mit bestimmten.
Die ältesten noch erscheinenden deutschsprachigen Zeitungen:
- Hildesheimer Allgemeine Zeitung (1705)
- Pfälzischer Merkur (1713)
- Hanauer Anzeiger (1725)
- Bremer Nachrichten (1743)
- Saarbrücker Zeitung (1761)
- Schaumburger Zeitung (1762)
- Hersfelder Zeitung (1763)
- Lippische Landeszeitung (1767)
- Neue Zürcher Zeitung (1780)
- Jeversches Wochenblatt (1791)

### Zeitungen international
In Amsterdam wurde von dem Drucker Caspar Van Hilten 1618 die erste niederländische Wochenzeitung namens Courante uyt Italien, Dytsland & c. herausgegeben. Das wöchentlich erscheinende Blatt kann auch als erste Zeitung im Broadsheet-Format bezeichnet werden; frühere Nachrichtenpublikationen wurden gewöhnlich im Quart-Format gedruckt (heute definiert: 225 × 285 Millimeter). Das einzige noch existierende Exemplar der Erstausgabe (sie enthielt vier verschiedene Berichte, u. a. aus Venedig und Prag) wird in der Königlichen Bibliothek zu Stockholm aufbewahrt. Spätere Ausgaben von 1628 bis 1664 befinden sich in der Koninklijke Bibliotheek in Den Haag. Die erste gedruckte Zeitungsanzeige erschien 1626 in der niederländischen Zeitung Jansz’ Tydinghen uyt Verscheyde Quartieren.
Ab 1620 gab der belgische Drucker Abraham Verhoeven in Antwerpen die Nachrichtenblätter Nieuwe Tijdingen heraus. Dabei handelte es sich um die erste regelmäßig (mit Holzschnitten) illustrierte Zeitung. Der kaiserliche Postmeister Johann von der Birghden (1582–1645) verwendete 1621 in seinem in Frankfurt am Main herausgegebenen Blatt Unvergreiffliche Postzeitungen erstmals den Begriff Postzeitung. Dieses Blatt erschien, später unter dem Titel Frankfurter Ober-Postamts-Zeitung, bis 1866. Die Postmeister verfügten in der Entstehungszeit der Zeitungen häufig über den besten Zugang zu aktuellem Nachrichtenmaterial.
Als die ersten Zeitungen Frankreichs gelten die Nachrichtenzeitung La Gazette bzw. die Wochenzeitung Nouvelles ordinaires de divers en-droits, letztere herausgegeben von den Buchhändlern L. Vendosme und J. Martin vom Januar bis Dezember 1631. La Gazette, herausgegeben von Théophraste Renaudot, erschien zunächst einmal pro Woche samstags im Umfang von acht bis zwölf Seiten, erstmals am 30. Mai 1631, gegliedert in das Hauptheft sowie die Nouvelles Ordinaires als Beilage. Durch Kardinal Richelieus Privilegierung gewann sie den Charakter der offiziellen Staatszeitung in Frankreich, einen Status, den sie bis 1789 fast ununterbrochen innehaben sollte. Die Zensurkommission Maître de la Librairie (wörtlich: Büchereimeister) gewährleistete insbesondere im Hinblick auf Berichte zu internationalen Angelegenheiten und Ereignissen, dass nichts veröffentlicht wurde, was den Auffassungen und Interessen der Regierung in Paris zuwiderlief. Die Zeitung nannte sich ab 1762 Gazette de France.
Gazeta, die erste Zeitung Portugals, erschien 1641 bis 1642 in Lissabon.
1645 wurde die erste Zeitung in schwedischer Sprache herausgegeben. Die Orinari Post Tijender des Postmeisters Johan von Beijer wurde von Ignatius Meurer, einem Deutschen, in Stockholm gedruckt.
1656 erschien in Haarlem die erste heute noch bestehende niederländische Zeitung als der Weeckelycke Courante van Europa. Heute heißt das Blatt Haarlems Dagblad.
Die erste polnische Zeitung, der Merkuriusz Polski (Polnischer Merkur), erschien ab dem 3. Januar 1661 wöchentlich in Krakau, ab dem 14. Mai 1661 auch in Warschau.
Die 1665 ins Leben gerufene London Gazette war während des Zweiten Englisch-Niederländischen Krieges die einzige in England offiziell zugelassene Zeitung. Das Blatt erschien zweimal wöchentlich montags und donnerstags im einblättrigen Folioformat; Vorder- und Rückseite eines jeden Blattes waren zweispaltig bedruckt. Die London Gazette hatte bis zu 105 Nummern mit rund 210 Seiten Umfang. Herausgeber in den 1670er-Jahren war Thomas Newcomb. Gegründet wurde das Blatt, das als erste reguläre englischsprachige Zeitung gilt, ursprünglich als Oxford Gazette, weil der englische Königshof wegen der Pest aus London geflohen war. Die Continuation of Our Weekly News, ein Newsbook im Quartformat mit acht bis 24 Seiten, war in London seit 1623 publiziert worden.
Die Geschichte der dänischen Presse begann mit der Monatszeitung Den Danske Mercurius, der in Kopenhagen von 1666 bis 1677 erschien.
1690 erschien am 25. September die erste amerikanische Zeitung unter dem Titel Publick Occurrences, Both Foreign and Domestick (etwa: „Öffentliche Begebenheiten aus dem Aus- und Inland“) in Boston, herausgegeben von Richard Pierce und Benjamin Harris. Der britische Gouverneur von Massachusetts verbot die Zeitung umgehend, weil er das Nachrichtenmonopol offizieller Informationen aus London aufrechterhalten wollte. Am 24. April 1704 erfolgte die zweite Zeitungsgründung in den britischen Kolonien Nordamerikas mit dem von Bartholomew Green in Boston gedruckten Boston News Letter (erschienen bis 1776). Die erste Zeitung des späteren Kanada war John Bushells Halifax Gazette, die ab 1752 erschien. Das älteste noch heute bestehende Blatt ist die Montreal Gazette, die seit 1785 erscheint. Der Cherokee Phoenix gilt als erste von Indianern herausgegebene Zeitung (1828–1834).
Die ersten „Wettervorhersagen“ erschienen am 14. Mai 1692 in dem von John Houghton (1640–1705) herausgegebenen Wochenblatt A collection for improvement of husbandry and trade (dt. „Sammlung für den Fortschritt von Landwirtschaft und Handel“).
The Ladies’s Mercury, die erste Frauenzeitschrift der Welt, erschien am 27. Juni 1693 in London.
Die älteste noch (bzw. seit 1991 wieder) bestehende russische Zeitung, die Sankt-Peterburgskie Vedomosti, erschien 1703 zum ersten Mal. Ihre Publikation wurde von Peter I. am 16. Dezember 1702 per Ukas angeordnet. Sie stand in der Tradition der handschriftlich abgefassten Kuranty des 17. Jahrhunderts (Erstausgabe: 1621) und beinhaltete wenig mehr als Berichte über diplomatische Beziehungen und Peters militärische Siege – entweder von ihm höchstpersönlich verfasst oder aus holländischen Zeitungen seiner Wahl übersetzt. Die zweitälteste Zeitung Russlands ist die 1729 gegründete, deutschsprachige St. Petersburgische Zeitung, die ebenfalls seit 1991 wieder erscheint.
Die Erstausgabe der ältesten immer noch erscheinenden Zeitung Dänemarks, der Berlingske Tidende, datiert von 1749.
1763 wurde der Norske Intelligenz-Sedler, die erste Zeitung Norwegens, zum ersten Mal herausgegeben.
1785 gründete John Walter die britische Zeitung The Daily Universal Register. Ab dem 1. Januar 1788 nannte sich das Blatt The Times. Die später sehr angesehene Zeitung war zunächst im Wesentlichen ein Skandalblättchen; Walter verdiente einige Jahre einen Teil seines Einkommens mit Nachrichten, die er nicht veröffentlichte. Wie es damals durchaus üblich war, bezahlten ihm Prominente Geld dafür, dass bestimmte Meldungen unterdrückt oder unterschlagen wurden.
Mit El Mercurio wurde 1827 in der Hafenstadt Valparaíso die erste spanischsprachige Zeitung Südamerikas publiziert. Das heute führende Blatt Chiles ist die älteste noch erscheinende Zeitung in spanischer Sprache weltweit.
Die wahrscheinlich erste spanische Zeitung erschien 1677 unter dem Titel Gaceta de Madrid (eingestellt 1680, neugegründet 1697, seit 1808 Amtsblatt, 1936 erloschen).

### Theorie und Kritik
Als die erste Buchveröffentlichung mit Kritik am Zeitungswesen gilt die 1676 in Jena erschienene Schrift Discursus de novellarum, quas vocant Newe Zeitungen, hodierno usu et abusu (dt. „Diskurs über den Gebrauch und Mißbrauch von Nachrichten, die man Newe Zeitungen nennt“) des Dichters, Rechtsgelehrten und Hofkanzlers Ashaver Fritsch. In diesem Pamphlet polemisierte Fritsch gegen die „Zeitungssucht“ und „eitles, unnötiges, unzeitiges und daher arbeitsstörendes, mit unersättlicher Begierde getriebenes Zeitungslesen“.
Vom Schulmann und Dichter Christian Weise stammt die früheste Rechtfertigung des Zeitungswesens (und des Zeitungslesens). Seine Apologetik des damals noch jungen Mediums veröffentlichte er in dem Buch Schediasma curiosum de lectione novellarum (dt. „Interessanter Abriß über das Lesen von Zeitungen“), Frankfurt am Main, Leipzig 1676. 1706 veröffentlichte Weise sein Werk Curieuse Gedancken von den Nouvellen oder Zeitungen. Die erste deutsche zeitungswissenschaftliche Dissertation, De relationibus novellis (dt. „Über Zeitungsberichte“), wurde an der Universität Leipzig von Tobias Peucer aus Görlitz angefertigt und 1690 veröffentlicht. Peucer untersuchte in ihr vor allem den wissenschaftlichen Nutzen der Zeitungslektüre für den Historiker.
Die erste umfassende Gesamtdarstellung des Zeitungswesens verfasste der Barock-Schriftsteller und -Sprachforscher Caspar (Kaspar) Stieler mit der 1695 in Hamburg erschienenen Abhandlung Zeitungs Lust und Nutz, Oder: derer so genannten Novellen oder Zeitungen, wirckende Ergetzlichkeit, Anmut, Notwendigkeit und Frommen …. Darin heißt es unter anderem: „Die Zeitungen sind der Grund / die Anweisung und. Richtschnur aller Klugheit.“ Stieler gab hier bereits detaillierte Anweisungen für guten und angemessenen Zeitungsstil:

„Inmittels muß der Stilus / oder Schreibart Historisch verbleiben / daß ist / er muß einfältig / aber doch auch munter; gleich fliessend / doch auch hurtig und sinnreich seyn. Alles gekünstelte und gezwungene findet darinnen keine statt. Wortwandlungen und Blumenwerk gehören in die Zeitungen nicht / so wenig als Poetische Grillen und neu erfundene Worte.“

## 19. Jahrhundert

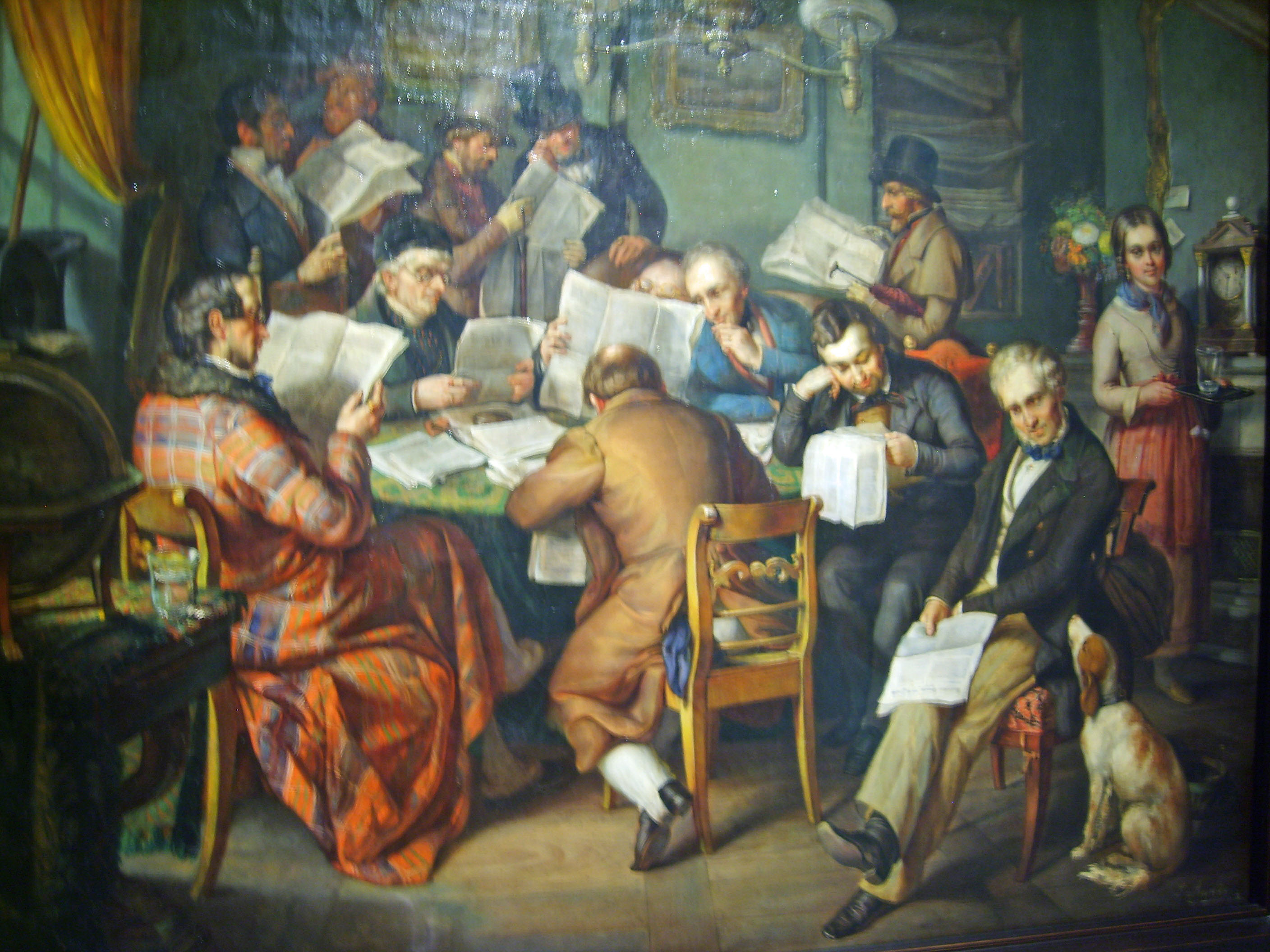
Ein Lesekabinett um 1840; Gemälde von Heinrich Lukas Arnold, Dresden (vgl.: Lesegesellschaft, Lesezirkel)

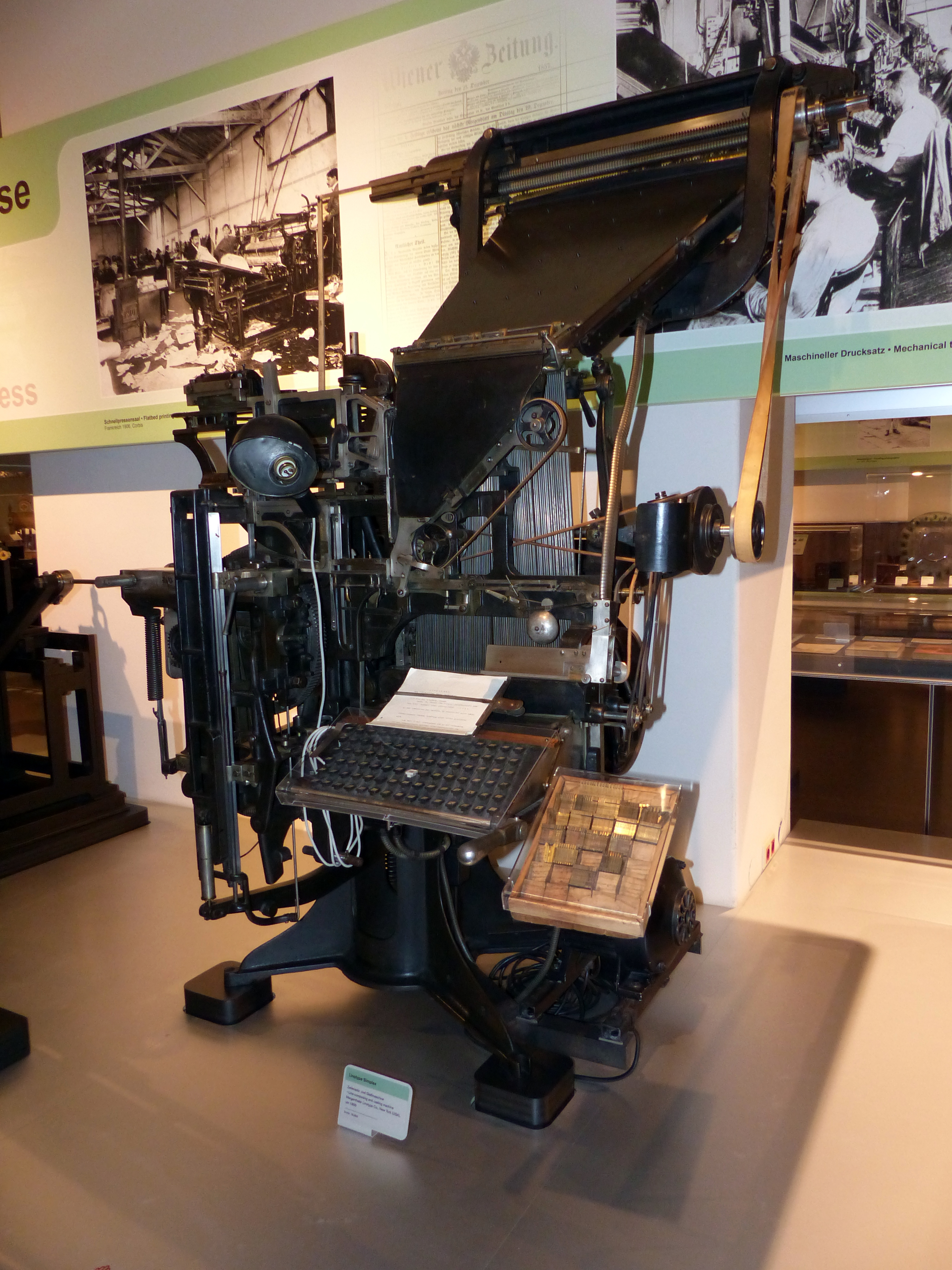
Linotype-Setzmaschine (Bj. ca. 1895) für die Herstellung nahezu unbegrenzter Textmengen für den Zeitungsdruck.

Die Entwicklung der Massenpresse im 19. Jahrhundert ist im Kontext allgemeiner, übergreifender Entwicklungen zu sehen: Industrialisierung, Urbanisierung sowie gesellschaftlicher Liberalisierung auch in Bezug auf Informations- und Pressefreiheit. Mit der zunehmenden Technisierung wurden auch im Zeitungssatz und -druck technischen Neuerungen entwickelt: 1812 wurde die Schnellpresse erfunden, 1845 die Rotationsmaschine und 1886 die Linotype-Setzmaschine. Vor allem mit dem Einsatz von Setzmaschinen ließ sich der Textumfang der Zeitungen ganz entscheidend erweitern, denn die für den Druck erforderlichen Bleisatzzeilentexte ließen sich nun in nahezu unbegrenzter Anzahl herstellen. Außerdem stieg das Interesse der Bevölkerung an Informationen aus Politik und Gesellschaft; immer mehr Bürger konnten lesen.
1835 wurde die weltweit erste Nachrichtenagentur gegründet, die Agence Havas in Paris; am 20. August 1944, dem Tag der Befreiung von Paris, wurde sie zunächst in Agence française de Presse, einen Monat später in Agence France-Presse (AFP) umbenannt. Die heute weltweit führende Agentur Associated Press (AP) wurde im Mai des europäischen Revolutionsjahrs 1848 in New York City als Harbour News Association ins Leben gerufen.
Im Verlauf des 19. Jahrhunderts wurde das staatliche Anzeigenmonopol aufgehoben; dadurch entstand für das Zeitungswesen die zweite Einnahmequelle, der Anzeigenverkauf. Dadurch konnte die Zeitung selbst günstiger verkauft werden, was zu einer wesentlich größeren Verbreitung führte. Ende des 19. Jahrhunderts gab es in Deutschland circa 3500 Zeitungen.

### Penny-Pressund Abonnementspresse

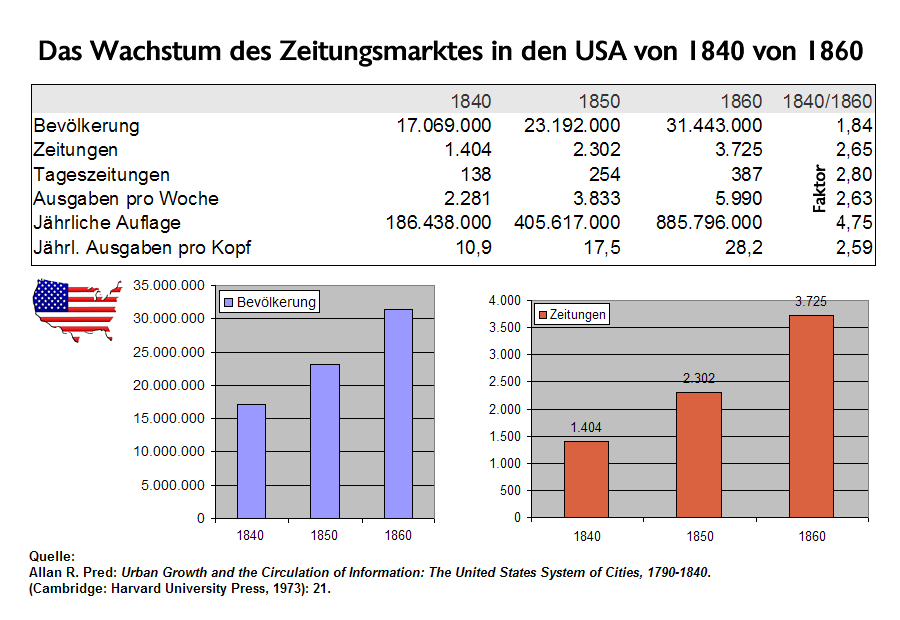
Statistik: Das Wachstum des Zeitungsmarktes in den USA von 1840 bis 1860

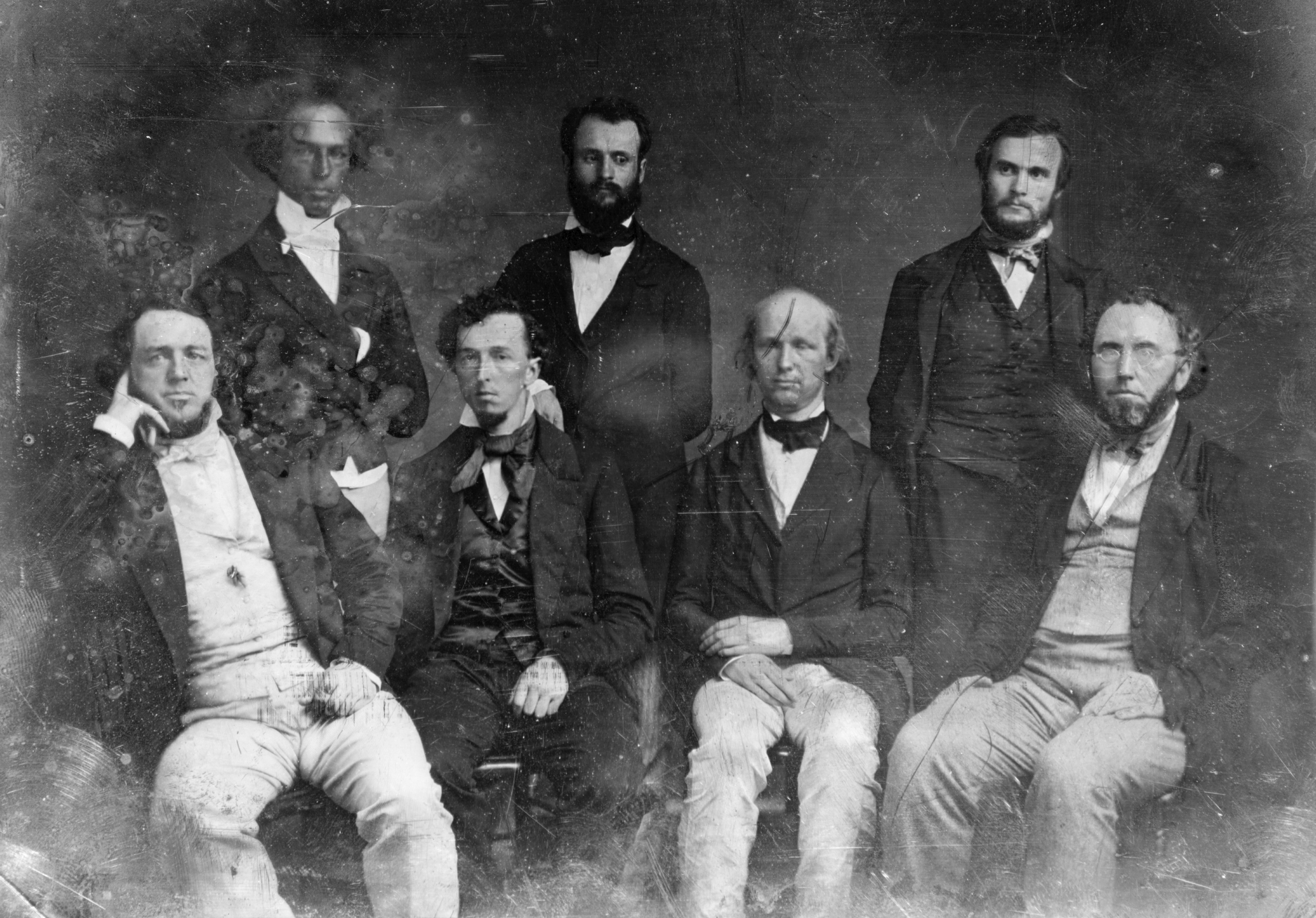
Daguerreotypie aus dem Studio von Matthew Brady: Die Redaktion der New York Tribune, ca. 1850; in der Mitte Horace Greeley

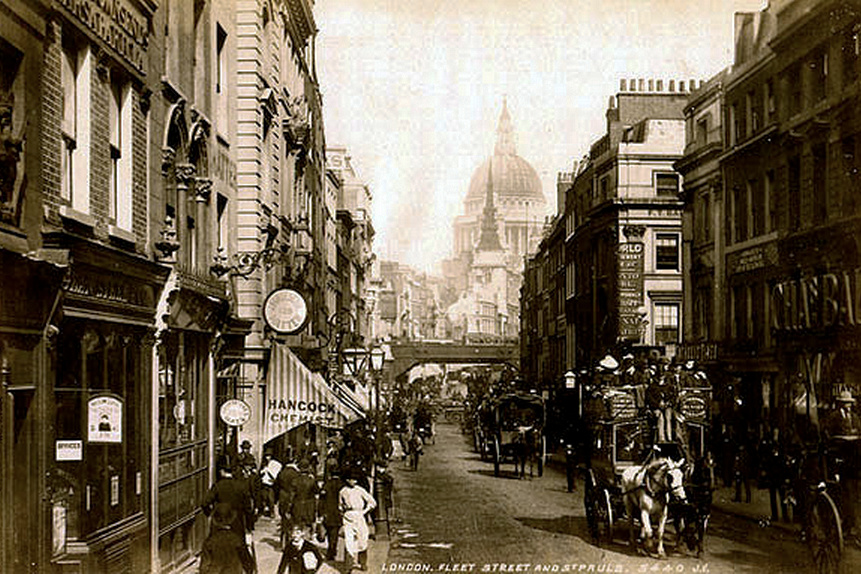
Zentrum der britischen Presse bis in die 1980er-Jahre: Die Londoner Fleet Street (1890)

Die 1833 gegründete New York Sun war die erste so genannte Penny-Press-Zeitung. Die meisten Blätter dieser Tage kosteten sechs US-Cents, oft zu teuer für niedrige Einkommensklassen, und wurden per Abonnement vertrieben. The Sun wendete sich auch inhaltlich bzw. konzeptionell an ein breiteres Publikum und publizierte Human-Interest-Geschichten. Der parataktische und elliptische Stil mit oftmals gezielt übertreibenden, nicht selten reißerischen Formulierungen ist bis heute kennzeichnend für weite Teile der Boulevardpresse.
Der von James Gordon Bennett herausgegebene New York Herald, ebenfalls ein erschwingliches Massenblatt, praktizierte als erster mittlerweile durchweg gängige Formen der Nachrichtengewinnung: Die Zeitung zog nicht nur offizielle Dokumente und mittelbar (meist im Nachhinein) recherchierte Berichte als Informationsquellen heran, sondern auch die observierende (Vor-Ort-)Reportage und das Interview. Der New York Herald beschäftigte neben zahlreichen Lokaljournalisten, die zum Beispiel regelmäßig auch von der Wall Street berichteten, ab 1838 zudem einen Stab von sechs festangestellten Korrespondenten in Europa und weitere in wichtigen Städten der Vereinigten Staaten. Dazu gehörte auch der erste Reporter in Washington, D.C., der regelmäßig aus dem US-Kongress berichtete. Bennetts Herald kann somit als die erste moderne Zeitung nach heutigem Verständnis gelten.
Von 1841 bis in die 1870er-Jahre zählte die von Horace Greeley herausgegebene New York Tribune zu den führenden und einflussreichsten Zeitungen in den Vereinigten Staaten. Greeley wollte dem Publikum in einer Zeit, in der Blätter wie die New York Sun und der New York Herald durch ihre Sensationsheischerei prosperierten, eine geradlinige und vertrauenswürdige Nachrichtenquelle zur Verfügung stellen. Das Blatt hatte rasch Erfolg und gewann zehntausende von Abonnenten im gesamten Land, auch weil sie als führendes Blatt der Whig-Partei in New York galt. Ursprünglich ein Gründungsmitglied der Republikanischen Partei (1854), blieb Greeley an seiner Grundüberzeugung orientiert, dass alle Amerikaner politisch und wirtschaftlich frei sein sollten. Er sprach sich – ähnlich wie Thomas Jefferson – vehement gegen Monopole aus und unterstützte die neu entstandenen Gewerkschaften (labor unions). Kompromisslos war seine Ablehnung der Sklaverei, was zum Bruch mit Abraham Lincoln führte, den er publizistisch wiederholt wegen dessen in seinen Augen zu zögerlichen Vorgehens in der Sklavenfrage anging.
Aufgrund der zunehmenden Zahl eingewanderter, ursprünglich europäischer Leser in den Staaten nach dem Revolutionsjahr 1848 suchte Greeley journalistische Kontakte jenseits des Atlantiks – so wurde zum Beispiel Lincolns Duz-Freund Karl Marx als Londoner Korrespondent für die New York Tribune verpflichtet; auch Friedrich Engels schrieb für die US-Zeitung.
Nachdem im November 1841 in London der Jewish Chronicle, die älteste noch erscheinende jüdische Zeitung der Welt, gegründet worden war, erschienen in der britischen Hauptstadt am 14. Mai 1842 die Illustrated London News, die erste durchgehend illustrierte Wochenzeitung im Vereinigten Königreich (32 Holzschnitte auf 16 Seiten). Das Blatt erschien bis 1971, danach monatlich. Ab 1989 wurde es zunächst zweimonatlich, dann vierteljährlich publiziert, um schließlich endgültig eingestellt zu werden. Gründer waren Herbert Ingram und sein Freund Mark Lemon, Mitherausgeber des Punch.
Am 2. September 1843 wurde die Wirtschaftszeitung Economist ins Leben gerufen, der sich zum Ziel gesetzt hatte, den Freihandel zu propagieren und zu fördern. Obgleich das heute jeden Freitag erscheinende Blatt sich selbst als Zeitung bezeichnet, wird es vielfach als Zeitschrift wahrgenommen. Die Financial News, Vorläufer der seit 1888 erscheinenden Financial Times, eines der einflussreichsten Wirtschaftsblätter weltweit, folgten erst 1884. Ebenfalls 1843 erschien mit der von John Browne Bell herausgegebenen News of the World auch in England erstmals eine billige Kaufzeitung für drei Schilling. Ab 21. Januar 1846 gab Charles Dickens die Daily News heraus.

### Deutschland vom Vormärz bis zur Reichsgründung
Die Allgemeine Zeitung, am 1. Januar 1798 von Johann Friedrich Cotta in Tübingen zunächst unter dem Titel Neueste Weltkunde gegründet (erster Chefredakteur sollte nach Cottas Wunsch Friedrich Schiller werden, der jedoch absagte), war bis zur Märzrevolution 1848 die renommierteste deutsche Tageszeitung und das erste deutsche Blatt von Weltgeltung. Ihre bekanntesten Mitarbeiter waren u. a. Heinrich Heine (ab 1832 Korrespondent der Zeitung in Paris).
Am 5. August 1873 landete die damals schon als Augsburger Allgemeine firmierende Zeitung einen Jahrhundert-Scoop, wie man heute sagen würde: Heinrich Schliemann, der exklusiv für das Blatt und die Londoner Times schrieb, meldete, er habe den Schatz des Priamos gefunden:

„Es scheint, daß die göttliche Vorsehung mich für die übermenschlichen Anstrengungen während meiner dreijährigen Ausgrabungen in Ilion auf eine glänzende Art und Weise hat entschädigen wollen …“

Die in der Folge der Märzrevolution vom Verleger Bernhard Wolff zusammen mit dem Journalisten Theodor Mügge am 1. April 1848 gegründete Berliner National-Zeitung gilt als eines der frühesten Beispiele der parteibezogenen Meinungspresse (ohne deshalb eine genuine Parteizeitung zu sein) in Deutschland; sie entwickelte sich in den 1860er-Jahren zum Hausblatt der Nationalliberalen Partei in Preußen. „Wir wollen den Fortschritt in jeder Beziehung“, proklamierte der Leitartikel der Erstausgabe. Vor den Märzereignissen gab es in Berlin nur vier Tageszeitungen: neben der Vossischen Zeitung und der Spenerschen Zeitung (1874 in der National-Zeitung aufgegangen), die beide aus der ersten Hälfte des 18. Jahrhunderts stammten, die seit 1819 bestehende Allgemeine Preußische Staats-Zeitung als offizielles Regierungsblatt und als deren Gegenspielerin seit 1846 die Zeitungs-Halle.
Bernhard Wolff gründete 1849 auch Wolffs Telegraphisches Bureau (W.T.B.), zunächst unter dem Namen Telegraphisches Correspondenz-Bureau (B. Wolff). Zunächst verbreitete das W.T.B. nur kommerzielle Börsen-, bald aber auch politische Nachrichten. Seit dem Jahre 1868 veröffentlichte es zudem die amtlichen Nachrichten der preußischen Regierung, später auch die der Reichsregierung. Die Meldungen des W.T.B. war daher zu großen Teilen zumindest offiziös, amtliche Verlautbarungen gaben den offiziellen Standpunkt der preußischen bzw. deutschen Regierung natürlich ohnehin gänzlich unredigiert und unkommentiert wieder, was vielfach in Hofberichterstattung mündete.
In Wolffs „National-Zeitung“ wurden telegraphische Depeschen zunächst auf der letzten Seite abgedruckt; die allererste lautete: „Politisch Wichtiges Nichts.“ Es war umständlich und noch längere Zeit sehr teuer, Nachrichten mit dem Telegrafen zu verschicken. So kostete ein Telegramm mit 20 Wörtern von Berlin nach Aachen 1849 gemäß dem preußischen Regulativ über die Benutzung der elektro-magnetischen Staatstelegraphen seitens des Publikums 5 Thaler und 6 Silbergroschen.
Der Berliner Börsen-Courier – eine 1868 verselbständigte Beilage der seit 1855 erscheinenden Berliner Börsen-Zeitung, stellte 1885 den ersten Sportredakteur in Deutschland ein. Die erste deutsche Tageszeitung, die eine regelmäßige Sportrubrik einführte, war im Jahr 1886 die Neuesten Nachrichten (München, 9. April 1848 bis Juni 1887; dann unter dem Titel Münchner Neueste Nachrichten vom 14. Juni 1887 bis 28. April 1945 erschienen. Die Süddeutsche Zeitung setzte ihre Tradition nach dem Zweiten Weltkrieg fort).
Die Ära der großen Berliner Tageszeitungen begann 1872 nach der Konstituierung des Deutschen Reichs mit der Gründung des Berliner Tageblatts durch Rudolf Mosse. 1867 gründete er die Annoncen-Expedition Rudolf Mosse, 1872 seine erste Zeitung, das Berliner Tageblatt. Mosse ging schließlich dazu über, die Inseratenteile anderer Zeitungen und Zeitschriften als Ganze zu pachten, um sie ausschließlich mit von seinem Unternehmen vermittelten Inseraten bestücken zu können. Im Zeitungskrieg des ausgehenden 19. Jahrhunderts gründete der jüdische Verleger gemeinsam mit Emil Cohn 1889 die Berliner Morgen-Zeitung, ein Konkurrenzblatt zu der von Leopold Ullstein herausgegebenen Berliner Abendpost – worauf Ullstein ab dem 20. September 1898 seinerseits wiederum mit der Berliner Morgenpost konterte. Das Blatt nutzte eine von Ullstein betriebene Annoncen-Expedition. 1904 übernahm Mosse die Berliner Volkszeitung.
Zeitungen vom Typus des General-Anzeigers entstanden überwiegend in der Zeit von 1870 bis 1900. Diese Blätter zielten mit hohen Auflagen auf ein Massenpublikum. Fortsetzungsromane und andere unterhaltende Rubriken wurden – begünstigt durch das Konzept des General-Anzeigers – genauso wie Sonntagsbeilagen vermehrt fester Bestandteil der inhaltlichen Gestaltung auch von Tageszeitungen.
Als eigentlicher Schöpfer des Generalanzeigertyps in Deutschland gilt der Aachener Verleger Joseph La Ruelle, der 1871 mit dem Aachener Anzeiger den ersten General-Anzeiger gründete. Das Blatt erschien vom 28. Mai 1871 bis zum 12. September 1944.

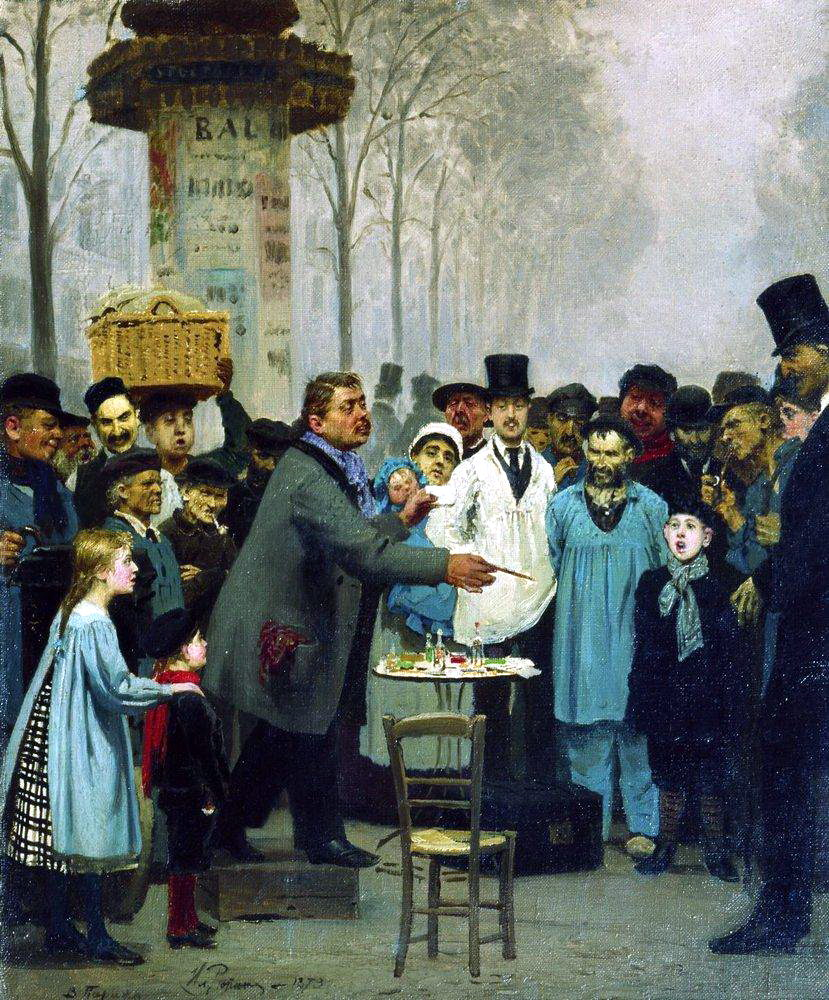
Zeitungsverkäufer auf einem Boulevard in Paris (1873)

Durch das Reichspreßgesetz von 1874 war die Pressefreiheit in Deutschland zum ersten Mal einheitlich gesetzlich geregelt geworden. Sie hatte jedoch keinen Verfassungsrang, konnte also mit einfacher Mehrheit des Reichstags eingeschränkt oder wieder aufgehoben werden.

### Der Aufstieg der Zeitungen in Japan ab 1871

Eine Zeitung lesende Geisha (Laterna-Magica-Bild, zwischen 1870 und 1890)

Übersicht: Liste japanischer Zeitungen
Die erste genuin einheimische Tageszeitung Japans, die Yokohama Mainichi Shinbun (Yokohama Daily News), wurde ab 1871 gedruckt.
In der Forschung ist unklar, auf welchen Zeitpunkt das Erscheinen der ersten Zeitung (jap. shinbun) in Japan zu datieren ist. Genannt werden das vom Engländer A.W. Hansard auf Englisch herausgegebene Blatt Nagasaki Shipping List and Advertiser, die überwiegend japanische Übersetzungen holländischer Artikel enthaltende, 1862 vom Tokugawa-Shōgunat publizierte Kampan Batabiya Shinbun (官板バタビヤ新聞, dt. etwa „amtliche Batavia-Zeitung“) oder die Kaigai Shinbun (海外新聞, dt. etwa: „Auslandszeitung“), die ebenfalls in erster Linie Übersetzungen ausländischer Artikel veröffentlichte. Flugblattähnliche Kawaraban (jap. 瓦版; zu deutsch wörtlich „Dachziegeldruck“), die ab 1615 nachgewiesen werden können, gelten als Vorläufer der japanischen Zeitungen. In der Meiji-Zeit (1868–1912) wurden Zeitungen in ōshinbun (große Zeitung) und koshinbun (kleine Zeitung) eingeteilt. Obwohl die Regierung die Gründung von Zeitungsverlagen ermutigte, beschränkte sie gleichzeitig die Pressefreiheit: Kritik an Regierung, Verwaltung, Gesetzgebung und anderem war untersagt und wurde mit Geld- oder Gefängnisstrafen geahndet.
In diese Zeit fallen die Gründungen der drei größten nationalen Zeitungen des heutigen Japans: Yomiuri Shinbun (die auflagenstärkste Zeitung der Welt; 26 Mio. Leser in Japan, also rund ein Fünftel der Bevölkerung) in Tokio (1874), Asahi Shinbun (1879; heute die zweitgrößte Zeitung Japans und der Welt) und Mainichi Shinbun (1888) in Osaka. Alle großen japanischen Tageszeitungen kooperieren mit Fernsehsendern bzw. besitzen selber solche.

### Hearst, Pulitzer und dieYellow Press

William Randolph Hearst, US-amerikanischer Verleger und Medien-Tycoon (ca. 1905)

Die Besetzung der Philippinen durch die Vereinigten Staaten von Amerika im Jahre 1898 wird als ein entscheidender Wendepunkt in der US-Außenpolitik gesehen. Die USA wurden erstmals in großem Stil Kolonialmacht und fassten als solche auch weit außerhalb ihrer Hemisphäre Fuß. Vor allem die Zeitungsbarone William Randolph Hearst (sein wichtigstes Blatt war neben seinem Flaggschiff San Francisco Examiner das New York Journal) und Joseph Pulitzer (u. a. Herausgeber der New York World) heizten die Stimmung gegen Spanien an, wobei der Schlachtruf der Hearst-Presse unter Anspielung auf das am 15. Februar 1898 im Hafen von Havanna durch eine Explosion, deren Ursache bis heute umstritten ist, gesunkene US-Kriegsschiff Maine lautete: „Denkt an die Maine – Zur Hölle mit Spanien!“ (“Remember the Maine, to hell with Spain!”). Legendär ist noch heute Hearsts Anweisung an seinen 1897 nach Kuba entsandten Korrespondenten Frederick Remington, in Havanna zu bleiben und Bilder zu schicken:

“You furnish the pictures. I’ll furnish the war.”

„Sie liefern die Bilder. Ich liefere den Krieg.“

Dies war die prompte Antwort auf Remingtons Einwand, es gebe keinen Ärger und es werde keinen Krieg geben: “There is no trouble here, there will be no war.”

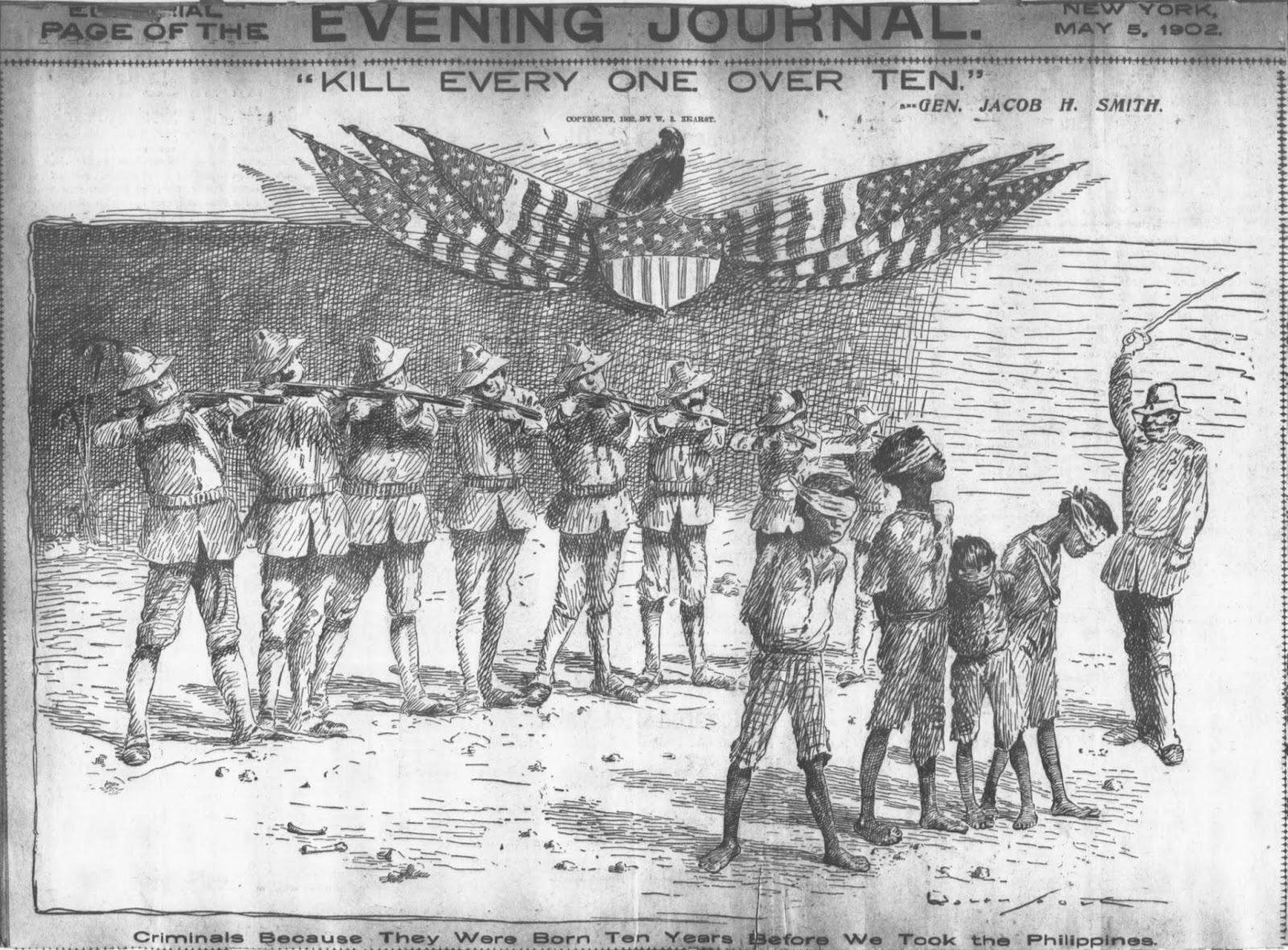
Kill every one over ten: Karikatur auf der Titelseite von Hearsts New York Journal am 5. Mai 1902

Es war der Höhepunkt der Yellow Press. 1905 wies Hearst seine Redakteure an, Schlagzeilen zu verfassen, die „die Öffentlichkeit wie eine Bulldogge beißen“. In Orson Welles’ Film Citizen Kane, der oft als verhülltes Porträt von William Randolph Hearsts Leben und Karriere gesehen wird, sagt Charles Foster Kane zu seiner zweiten Frau Susan Alexander: „Die Bulldogge ist gerade zur Presse gegangen“, worauf Susan sarkastisch erwidert: „Schön – ein Hurra für die Bulldogge.“ Der Yellow Journalism kann als eine degenerierte Form des sich nach dem Amerikanischen Bürgerkrieg herausbildenden New Journalism gesehen werden, der nicht etwa grundsätzlich und in allen Facetten unlauter oder gar korrupt war und der die US-Presselandschaft in der Zeit von 1865 bis 1919 dominierte.
Präsident William McKinley bezeichnete den Erwerb der Philippinen als ein „Gottesgeschenk“ und Senator Albert Beveridge sah sie als „Sprungbrett nach China“, dessen gigantische Märkte den Amerikanern nun offenstünden.

### Illustrierte, Karikaturen, Comics
Mit der Daily Graphic wurde in London am 4. Januar 1890 die erste europäische illustrierte Tageszeitung gegründet. Ab dem 3. Januar 1953 nannte sie sich Daily Sketch and Daily Graphic. Sie wurde durch ihre aktuellen Zeichnungen u. a. aus dem Parlament bekannt. Die Woche. Moderne illustrierte Zeitschrift, erschienen von 1899 bis 1944 im von August Hugo Friedrich Scherl 1883 in Berlin gegründeten Scherl-Verlag, führte als erste deutsche Illustrierte den Mehrfarbdruck und die aktuelle Fotoreportage ein. Die weltweit erste Farbillustration in einer Tageszeitung war 1877 im niederländischen Algemeen Handelsblad erschienen. Die erste farblich illustrierte Zeitung überhaupt, Colored News, erschien erstmals am 4. August 1855 im Vereinigten Königreich; sie war jedoch bereits am 29. September des gleichen Jahres wieder eingestellt worden.

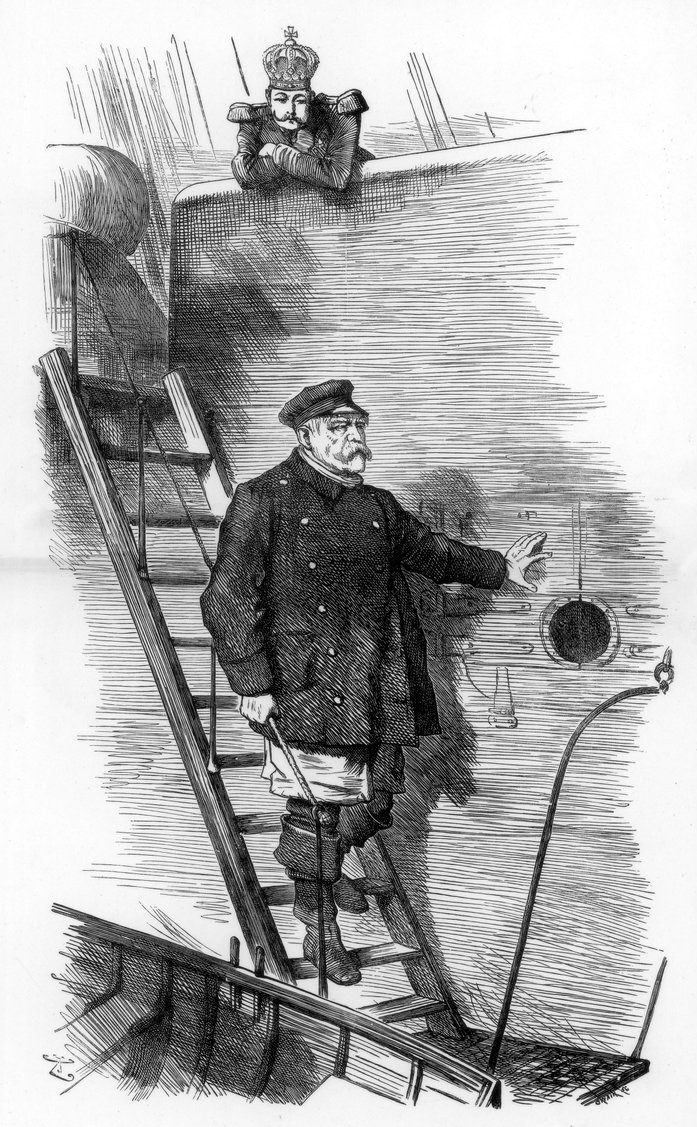
Dropping the Pilot: Karikatur von John Tenniel zur Entlassung Bismarcks 1890

Das 19. Jahrhundert erlebte frühzeitig auch erste Höhepunkte der Karikatur; Cartoons und Comics wurden allmählich zum festen Bestandteil zunächst vorwiegend angelsächsischer Presseerzeugnisse. Auch das war ein bedeutender und keineswegs zu unterschätzender Teil des „Visualisierungsschubs“
der Epoche.
Der erste täglich in einer Zeitung erscheinende Comic-Strip war A. Piker Clerk, den Clare Briggs 1904 für den Chicago American zeichnete. Der Strip wurde jedoch bereits nach 14 Tagen wieder eingestellt.

## 20. Jahrhundert

### Die 1920er-Jahre

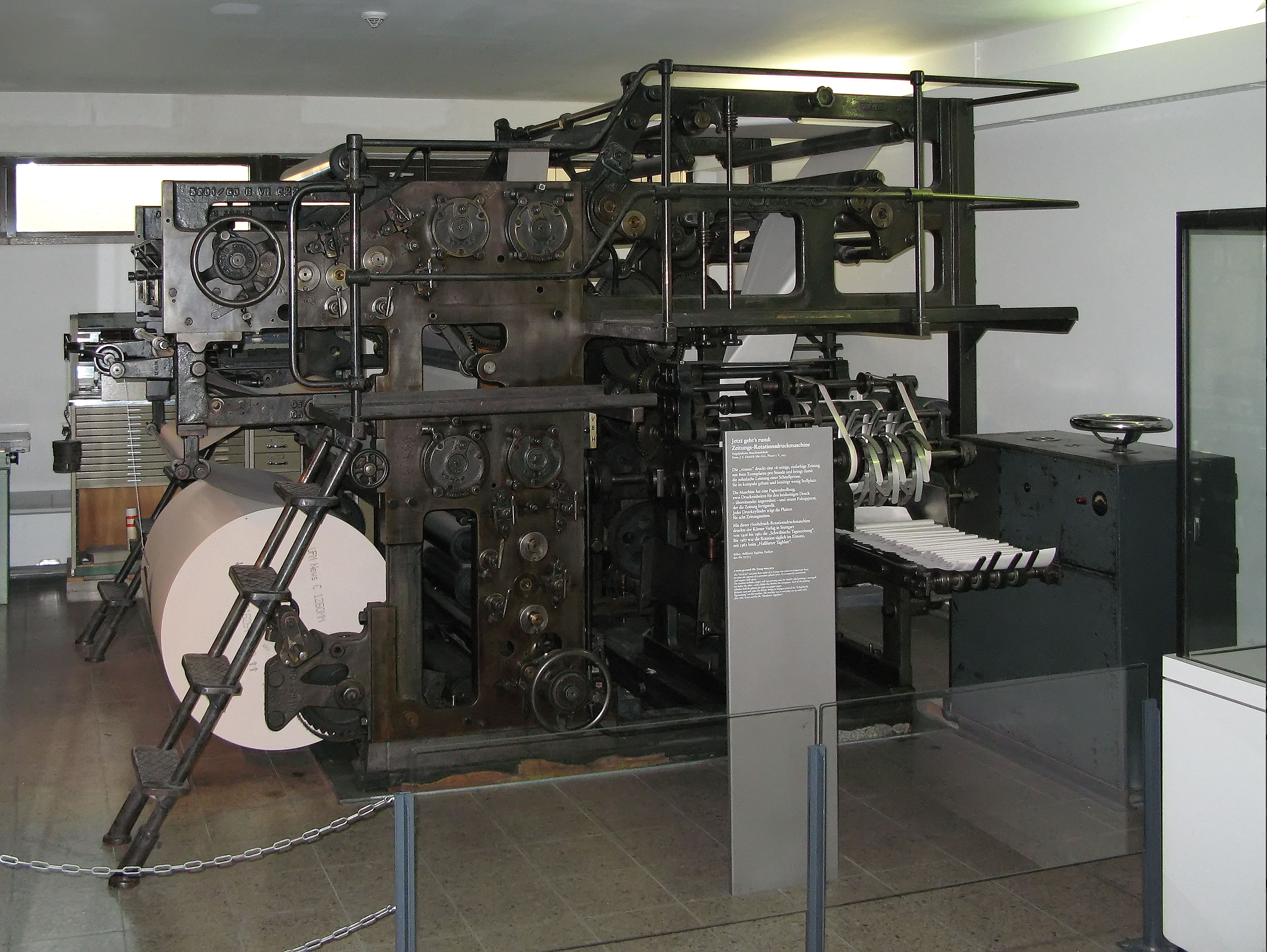
Erst die Rotationsdruckmaschine ermöglichte die rasche Herstellung hoher Auflagen

Die 1920er-Jahre waren ein Höhepunkt in der Zeitungsgeschichte: Weil das Radio noch in den Kinderschuhen steckte und das Fernsehen noch lange nicht zur Marktreife entwickelt war, genossen Zeitungen als Massenmedien quasi eine Monopolstellung. Die große Zeit der Zeitungen war vor der Einführung und Verbreitung des Radios, als Verlagsobjekte aus den Berliner Mosse-, Scherl- und Ullstein-Verlagen teilweise viermal am Tag erschienen: Morgenausgabe, Mittagsausgabe, Abendausgabe, Nachtausgabe. Die weltweit schnellsten Zeitungs-Rotationspressen standen damals an der Spree. In der Schweiz brachte die Neue Zürcher Zeitung drei Ausgaben täglich heraus.
Die Vossische Zeitung, das Blatt des liberalen Bildungsbürgertums, nahm in der ersten deutschen Demokratie in etwa jene Stellung ein, die die Frankfurter Allgemeine Zeitung in der BRD innehat.

### Hugenberg und Hussong
In den 1920er-Jahren hatte Alfred Hugenberg sein Imperium aufgebaut.
Der deutschnationale Publizist Friedrich Hussong, frühzeitig Anhänger Alfred Hugenbergs und dessen Alldeutschen Verbandes, der ab 1. Januar 1919 für den von Hugenberg aufgekauften Scherl-Verlag tätig wurde (und dessen Chefredakteur ab Oktober 1922 war), schrieb zunächst als Leitartikler für den Tag und den Berliner Lokal-Anzeiger (zu jener Zeit Berlins auflagenstärkste Tageszeitung). Zum demagogischen Repertoire Hussongs zählten wie bei anderen rechtsgerichteten Journalisten und Politikern Schlagworte wie „Novemberverrat“, „Schandvertrag“ oder „Dolchstoß“. Die Notverordnung von Reichskanzler Heinrich Brüning vom Sommer 1930, die die Weimarer Verfassung faktisch außer Kraft setzte, kommentierte Hussong ätzend unter der Überschrift Sterbendes Schweinchen:

„Dieser Parlamentarismus ist nicht einmal mehr einer Katastrophe fähig. Zu einem Abgang und Untergang mit irgendwelchem Aplomb fehlt ihm alles. Er rutscht und sinkt leise greinend in sich zusammen, wie das Kinderspielzeug, das sterbende Schweinchen, wenn es komisch seufzend die eingepustete Luft ausströmt und lächerlich verröchelt.“

Kurt Tucholsky antwortete auf Hussong („Wichtiger als alle Vivisektion des Intellektualismus ist das Wachstum eines nationalen Mythos; eines Mythos, nicht aus den Nerven geschwitzt, sondern aus dem Blute blühend.“) in der Weltbühne (unter dem Alter Ego „Ignaz Wrobel“):

„Im übrigen sagt Hussong vom Mythos das richtige, ohne es sagen zu wollen: ‚Er ist in der Bildung begriffen.‘ – Was ist das nur, was sich da heute als theoretische Begründer des deutschen Nationalismus aufspielt –? Carl von Ossietzky erlaube mir, dass ich ihn zitiere: Germanisches Café.“

Das Gegenstück zum deutschnationalen Hugenberg-Konzern war in der Weimarer Republik das Medienkonglomerat des Kommunisten Willi Münzenberg, der in seinem Neuen Deutschen Verlag u. a. die Zeitungen Welt am Abend, Berlin am Morgen und vor allem die nicht nur in politischer Hinsicht revolutionäre Arbeiter Illustrierte Zeitung (AIZ) publizierte. Die AIZ und ihre Bildautoren (darunter u. a. der Erfinder der politischen Fotomontage, John Heartfield) setzten Maßstäbe in der Entwicklung des modernen Fotojournalismus und mittelbar darüber hinaus, mit nachhaltiger Wirkung bis in den Bereich der Werbefotografie – ähnlich der US-Zeitschrift Time (ab 1923) und noch vor dem dann darin führenden Life-Magazin ab Mitte der 1930er-Jahre in den USA.
Gegen Ende der Weimarer Republik gab es in Deutschland so viele Zeitungen wie nie zuvor und auch später nicht mehr. 1932 wurden 4703 Tages- und Wochenzeitungen mit einer Gesamtauflage von 25 Millionen (einschließlich Nebenausgaben) gezählt; die Hälfte war grundrichtungsbestimmt. Viele Blätter mussten jedoch wirtschaftlich subventioniert werden.

„1932 brach der sogenannte Zeitungskrieg zwischen Hugenberg und Goebbels aus […] Hugenberg und Goebbels stritten sich öffentlich, wer den einzig wahren nationalen Anspruch habe. Die neuen Nationalisten, also die Nationalsozialisten, bezichtigten die alten Nationalisten der 'Erbschleicherei', wobei es sich nach Hugenbergs Ansicht gerade umgekehrt verhielt. Die Nationalsozialisten hatten begonnen, das von Hugenberg bestellte Feld abzuernten. Sie trieben seiner Zeitung die Abonnenten und die Leser weg, indem sie zu einem öffentlichen Boykott gegen den Scherl-Verlag aufriefen. Hugenberg erwirkte eine einstweilige Verfügung gegen Goebbels und den Boykott-Aufruf. Als Hugenberg sich selbst als 'Wortführer und Sachwalter der nationalen Bewegung' bezeichnete, stellte Goebbels klar, Hugenberg sei ein Zwerg in der nationalen Bewegung und bezeichnete diesen fortan als 'Hugenzwerg'.“

Laut Peter de Mendelssohn wurden „Mitte der Zwanziger bereits rund 1000, also mehr als ein Drittel aller damals im Reich erscheinenden Zeitungen, von Berlin aus mit Matern versorgt“, also mit einem Mantel. Demnach gab es um 1928 „in ganz Deutschland nur etwa 35 bis 40 Zeitungen, die es sich zeitlich und finanziell leisten konnten, mehrere Nachrichten- und Korrespondenzdienste nebeneinander in Anspruch zu nehmen“. Die bei weitem erfolgreichste Nachrichtenagentur im Deutschland jener Jahre war Hugenbergs Telegraphen-Union.

## Zeitung und Neue Medien
Den ersten Internetauftritt einer Tageszeitung hatte in Deutschland die Schweriner Volkszeitung am 5. Mai 1995. Die Zugriffsraten auf Nachrichtenwebsites steigen. Gleichzeitig verlieren die gedruckten Ausgaben der meisten Zeitungen in den führenden Industrieländern kontinuierlich an Auflage. Die erste überregionale Zeitung, die ihre Einstellung als gedrucktes Medium beschloss, war 2024 die taz.